# N.F.T.
是一首2022年的香港粵語歌曲，由香港唱作女歌手林君蓮作曲、填詞及主唱，為其初出道作品，由愛爆音樂派台。歌曲推出後成為勁歌金榜亞軍歌。

## 創作與製作
林君蓮出身於無綫電視節目《聲夢傳奇》，比賽完結後她參與了一些無綫電視節目的歌曲創作，例如劇集《青春本我》，但主要負責作曲。在此出道之作除了作曲外，還獨力填詞。她坦言由參加《聲夢傳奇》開始，就以自己寫的歌去面試，履歷上也寫了想做唱作歌手，經過與公司的協商後開始踏上創作歌手的路線，一圓她的夢想。她亦坦言自己本身中文文采不佳，自中三往加拿大留學後中文水平更有所退步，只能盡量使用簡單的詞語，在創作過程中也有上網搜尋及尋求家人的意見。
N.F.T.時長4分4秒，以
拍的C大調創作，每分鐘120拍，由林君蓮創作、Johnny Yim負責編曲、監製。曲風帶有治癒感、復古及文青元素。
歌詞靈感來自她的生活中的一段經歷：她經常光顧一家珍珠奶茶店，每次都會遇到同一位店員（歌詞中的「店職員」），雖然她不認識該店員，但該店員已經熟知她的喝茶習慣，某天該店員告知她自己已經辭職，她對將會發生的改變產生了奇怪的感覺。而且進入演藝圈以來，她的生活亦有不少變化。於是她以歌詞描寫生活習慣的轉變，從而產生念舊的想法。歌詞亦提及新冠疫情對生活的改變。
歌名N.F.T.是「New Funny Trend」（新的有趣趨勢） 的縮寫。林君蓮本來曾先後想過以歌中的「習慣」、「陌生人」作為歌名，但因與谷婭溦的歌曲習慣及蔡健雅的歌曲陌生人同名而擱置。

## 發行與宣傳
歌曲於2022年7月11日透過愛爆音樂發行，並被派送至新城電台、香港商業電台。音樂錄影帶於同日發布，影片主要在夜間拍攝，內容主要是林君蓮在夜間的街上行走。

## 電台派台成績

### 新城知訊台勁爆本地榜走勢
| 週次     | 第33週  | 第34週  |
| 放榜日期 | 8月13日 | 8月20日 |
| 榜上位置 | 19      | 4       |
| -------- | ------- | ------- |

### TVB勁歌金榜走勢
| 週次     | 第34週  | 第35週  | 第36週 | 第37週  | 第38週  |
| 放榜日期 | 8月21日 | 8月28日 | 9月4日 | 9月11日 | 9月18日 |
| 榜上位置 | 9       | 7       | 7      | 5       | 2       |
| -------- | ------- | ------- | ------ | ------- | ------- |

### 各大流行榜最高位置
| 樂壇流行榜     | 最高位置 |
| -------------- | -------- |
| 新城勁爆本地榜 | 4        |
| 勁歌金榜       | 2        |

## 迴響
此歌獲中國內地知名樂評博客耳帝評為「2022华语地区年度100首最佳歌曲」之92位。

## 備註
1. ↑  例如「 難局前的傳統 聚會極輕鬆 常常能多溝通 這過時 習慣」顯然和疫情有關。在一段網路媒體訪問片段中明確提及部分歌詞關於疫情。[8]